# Ladislav Ballek
Ladislav Ballek (magyarul: Ballek László) (Terény, 1941. április 2. – Pozsony, 2014. április 15.) szlovák író, politikus és diplomata. Nevéhez kötődik a realizmus újjáéledése 1968 után a szlovák irodalomban.

## Élete
Az apja Árvából származott, az anyja Szepesből. A gyermekkorát Dél-Szlovákiában, Gyűgyön és Ipolyságon töltötte. 1947-ben Ipolyságban általános iskolába járt, 1955-ben középiskolában tanult. 1959 és 1963 között Besztercebányán tanulmányozta a szlovák nyelvet, a történelmet és a művészetet. A sorkatonai szolgálat letelte után egy évet tanított a habovkai általános iskolában. 1966-ban lett a Csehszlovák Rádió besztercebányai stúdiójának szerkesztője. Megházasodott, feleségül vette Anna Dianiškovát (1942–). A bemutatkozó kötete az Útek na zelenú lúku (Menekülés egy zöld rétre), amellyel megnyerte az Ivan Krask-díjat, valamint a Szlovák Írói Kiadó Díját. 1968 és 1972 között a Közép-Szlovák Smer regionális napilap kulturális részlegének szerkesztője. 1972-től a Slovenský spisovateľben (Szlovák Írói Kiadó) dolgozott. 1977-től 1980-ig a Szlovák Köztársaság Kulturális Minisztériumának irodalmi osztályának vezetője volt, 1980-től pedig a Szlovák Irodalmi Alap igazgatóhelyettese. 1984-től a Szlovák Írók Szövetségének (ZSS) főtitkára, egészen annak 1989-es megszűnéséig. 
1992 és 1994 között a Szlovák Köztársaság Nemzeti Tanácsának tagja a Demokratikus Baloldal Pártjának képviselője (SDĽ) volt. Később az egyetemi oktató lett, az 1991–1992 tanévben előadásokat tartott a Nyitrai Szlovák Nyelv és Irodalom Tanszékén, ugyanakkor Szegeden is dolgozott. A parlament elhagyása után 1994 és 1997 között a pozsonyi Comenius Egyetem Oktatási Karának Szlovák Nyelv és Irodalom Tanszékén dolgozott. 1993-ban az Alapítvány elnökévé és a Ladislav Novomeský Társaság elnökévé vált. 1997-ben előadást tartott a Pozsonyi Színművészeti Főiskolán.

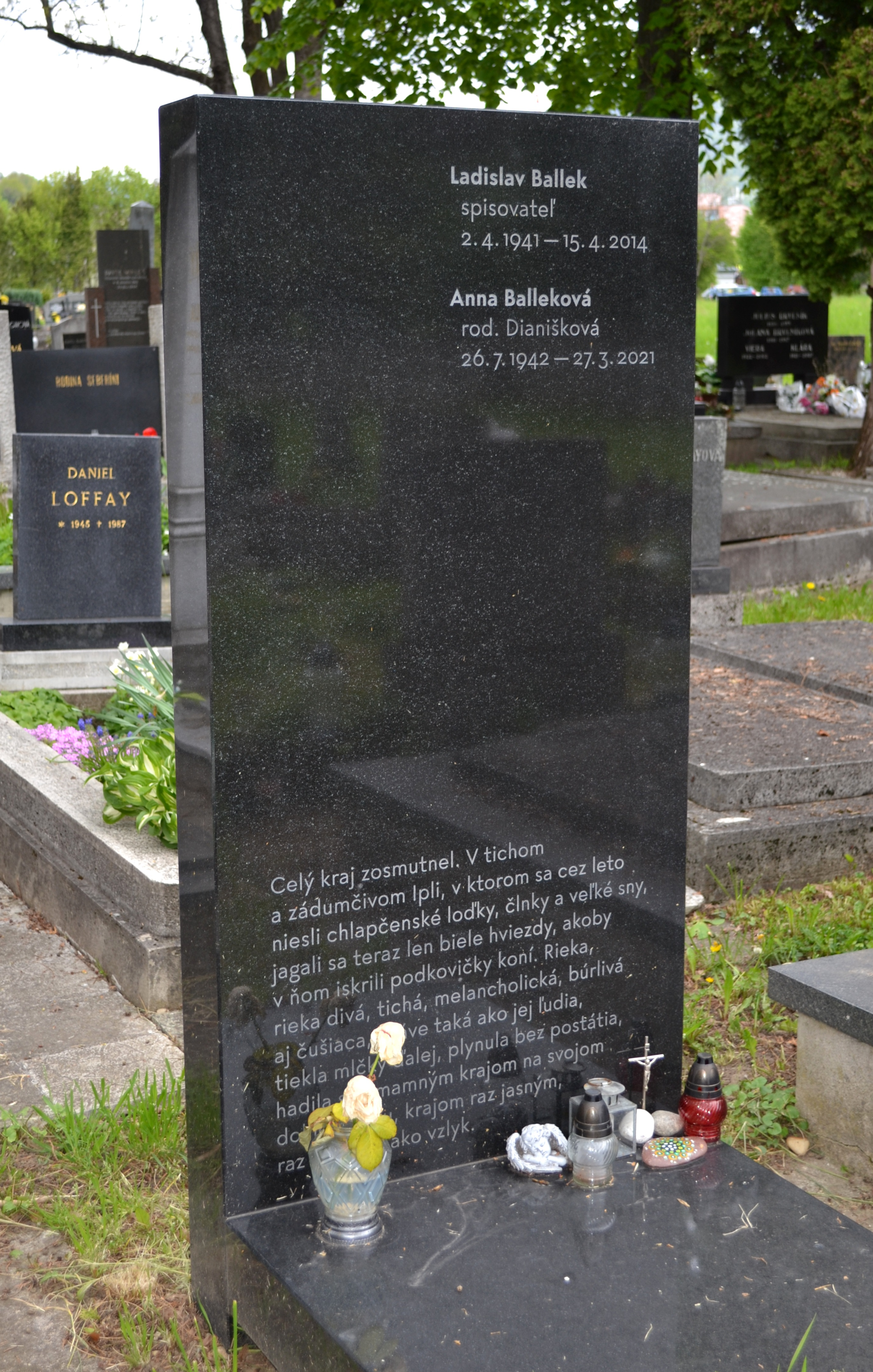
Ladislav Ballek és felesége sírja a besztercebányai evangélikus temetőben

1998-ban sikertelenül jelöltette magát a Szlovák Köztársaság elnökének. Pályafutása diplomáciai szolgálatban fejeződött be, amikor 2001-től 2008-ig Szlovákia nagykövete volt Csehországban. 2014. április 15-én halt meg Pozsonyban.

## Munkássága
Első műveit egyetemi évei alatt írta, 1964-ben publikálta első történetét, három évvel később pedig az első regényét: Útek na zelenú lúku. Az 1970-es években közismert íróvá vált Szlovákiában. A lírikus, pszichologizáló realizmus képviselője, alkalmazta a metaforikus moralitást. Haladó gondolkodóként az egy államban élő nemzetiségek együttélésének szükségességét hirdette. A szlovák dél költője volt. Munkásságának csúcspontja: a Južná pošta (Posta délen, 1974) című novelláskötete, a Pomocník (Kniha o Palánku alcímmel, 1977) és az Agáty című regénye. A Lesné divadlo (1987) és a Čudný spáč zo Slovenského raja (1990) kötetlenül kapcsolódik a kiemelkedő három műhöz. Utolsó regénye a Trinásty mesiac 1995-ben jelent meg.
A műveit cseh, lengyel, orosz, német, magyar, ukrán, bolgár, román és észt nyelven tették közzé.
A segéd (Pomocník) 1981-es filmváltozatát Zoroslav Záhon rendezte, a segédet Koncz Gábor alakította. A regény színpadi változatát többek között a Komáromi Jókai Színház mutatta be 2011-ben A hentessegéd címmel.
A Posta délen (Južná pošta) művéből 1987-ben Stanislav Párnický forgatott nagy sikerű filmet.

## Művei
- Útek na zelenú lúku (regény, 1967) Menekülés a zöldellő rétre
- Púť červená ako ľalia (novellák, 1969) Égővörös liliomok útján
- Biely vrabec (regény, 1970) Fehér veréb
- Južná pošta (önéletrajzi novellák, 1974) Posta délen
- Pomocník. Kniha o Palánku (regény, 1977) A segéd. Egy könyv Palánkról[5][6]
- Agáty. Kniha druhá o Palánku (regény, 1981) Agátha. Második könyv Palánkról
- Lesné divadlo (regény, 1987) Erdei színház
- Čudný spáč zo Slovenského raja (regény, 1990) Furcsa álom a Szlovák Paradicsomból
- Trinásty mesiac (1995) A tizenharmadik hónap

## Magyarul
- Két kisregény (Madách Könyv- és Lapkiadó, Bratislava, 1972, fordította: Rácz Olivér)[7]
  - Menekülés a zöldellő rétre
  - Égővörös liliomok útján
- Posta délen (Európa Könyvkiadó, Budapest, 1979, fordította: Bereck József) ISBN 9630717751
- A segéd. Könyv Palánkról (Madách Könyv. és Lapkiadó, Bratislava, 1980, fordította: Hubik István) ISBN 9630722194
- Agyaghegedű – 24 mai szlovák elbeszélő (Madách Könyv- és Lapkiadó, Bratislava, 1982) ISBN 9630727269
- Akácok (Madách Könyv- és Lapkiadó, Bratislava, 1986, fordította: Hubik István) ISBN 9630742217

## Díjai, elismerései
- Ivan Krask-díj (1968)
- A Szlovák Írói Kiadó Díja (1968)
- A Szlovák Köztársaság Nemzeti Díja (1980)
- Érdemes Művész cím (1982)
- Pribina kereszt II. osztálya (2003)

## Fordítás
- Ez a szócikk részben vagy egészben  a   Ladislav Ballek című szlovák Wikipédia-szócikk ezen változatának fordításán alapul.  Az eredeti cikk szerkesztőit annak laptörténete sorolja fel. Ez a jelzés csupán a megfogalmazás eredetét és a szerzői jogokat jelzi, nem szolgál a cikkben szereplő információk forrásmegjelöléseként.